# لي هال
لي هال (بالإنجليزية: Lee Hall) (و. 1966  م) هو كاتب سيناريو، وكاتب، وكاتب مسرحي، وواضع كلمات الأوبرا، ومؤلف بريطاني، ولد في نيوكاسل أبون تاين.

## التعليم
تعلم في Fitzwilliam College, Cambridge ‏.

## وصلات خارجية
- لي هال على موقع IMDb (الإنجليزية)
- لي هال على موقع ميوزك برينز (الإنجليزية)
- لي هال على موقع تيرنر كلاسيك موفيز (الإنجليزية)
- لي هال على موقع قاعدة بيانات برودواي على الإنترنت (الإنجليزية)
- لي هال على موقع قاعدة بيانات الفيلم (الإنجليزية)

- لي هال في قاعدة بيانات الأفلام على الإنترنت